# FEST
Međunarodni filmski festival — FEST je filmski festival koji je 1971. godine osnovao list „Politika”, na inicijativu jednog od vodećih srpskih filmskih kritičara Milutina Čolića. Održava svake godine u Beogradu.
Prvi FEST je održan između 8. i 16. januara 1971. pod sloganom „Hrabri novi svet“, u Dvorani Doma sindikata. Festival je otvoren filmom „Meš“ Roberta Altmana.
Tokom prvog festivala na pet programa je prikazano ukupno 73 filma koje je videlo oko 105.000 gledalaca. Rekord u gledanosti, Fest je dostigao 1977. godine, kada je zabeleženo 252.332 gledaoca.
Tokom devedesetih festival je upao u krizu, 1997. je čak i prekinut u znak protesta protiv policijske intervencije na Brankovom mostu, 1993. i 1994. nije održan.
Od 2016. godine na FEST-u se dodeljuje „Politikina” nagrada „Milutin Čolić” reditelju najboljeg domaćeg filma u Festovim programima. Ustanovljena je kako bi se dao stimulans napretku srpskog filma i samih autora, kao i podrška razvoju srpske kinematografije.

## Začetak festivala
Preteča FEST-a je bila Politikina revija repriznih filmova. Ondašnji gradski funkcioner Milan Vukos je organizatoru revije Milutinu Čoliću, novinaru „Politike“ ponudio sredstva da upriliči festival naredne godine.

## FEST-ove premijere
1970-ih je tadašnja Radiotelevizija Beograd u okviru programa JRT-a počela prva dva-tri mjeseca svake godine utorkom emitirati ciklus igranih filmova zvan FEST-ove premijere. U okviru njega su se emitirali filmovi premijerno prikazani na FEST-u.
U okviru FEST-a se dodeljuje nagrada „Beogradski pobednik“. Dobitnici 2016. godine su glumac Bata Živojinović, Džon Mektirnan i Viktorija Abril. Dobitnici 2018. bili su Neda Arnerić, Ištvan Sabo i Karen Šahnazarov. Dobitnici nagrade 2023. su Lordan Zafranović i Den Tana.

## Nagrade - Beogradski pobednik

### Najbolji film u glavnom programu
| God.  | Film                      | Originalni naslov | Režiser(i)      | Država                     |
| ----- | ------------------------- | ----------------- | --------------- | -------------------------- |
| 2015. | Vuk                       | (ذيب‎)             | Nadži Abu Novar | Velika Britanija · Jordan  |
| 2016. | Dnevnik jedne tinejdžerke |                   | Marijel Heler   | Sjedinjene Američke Države |
| 2017. | Ne gledaj mi u tanjir     |                   | Hana Jušić      | Hrvatska                   |
| 2018. | Šarmer                    |                   | Milad Alami     | Danska                     |
| 2019. | Divljina                  |                   | Pol Dejno       | Sjedinjene Američke Države |
| 2020. | Nevidljivi život          |                   | Karim Ajnuz     | Brazil                     |
| 2021. | Oaza                      | Oaza              | Ivan Ikić       | Srbija                     |
| 2022. | Nitram                    | Nitram            | Džastin Kurcel  | Australija                 |

### Najbolji film u nacionalnom programu
| God.  | Film                                           | Režiser(i)        |
| ----- | ---------------------------------------------- | ----------------- |
| 2015. | Ničije dete                                    | Vuk Ršumović      |
| 2016. | Vlažnost                                       | Nikola Ljuca      |
| 2017. | Rekvijem za gospođu J.                         | Bojan Vuletić     |
| 2018. |                                                | Lazar Bodroža     |
| 2019. | Slučaj Makavejev ili Proces u bioskopskoj sali | Goran Radovanović |
| 2020. | Sumrak u bečkom haustoru                       | Mladen Đorđević   |
| 2021. | Oaza                                           | Ivan Ikić         |
| 2022. | Mrak                                           | Dušan Milić       |

## Spoljašnje veze
- Zvanična prezentacija festivala